# Charlotte's Web (videojuego)
Charlotte's Web (La Telaraña de Carlota en España) es un videojuego de aventuras basado en la película homónima de 2006 desarrollado por Backbone Entertainment y publicado por Sega para las consolas Game Boy Advance, Nintendo DS, PlayStation 2 y PC. Llegó al mercado a finales de 2006.
Las versiones de Game Boy Advance y Nintendo DS, ambas tituladas simplemente como "Charlotte's Web", son títulos de acción-plataformas, incluyendo varios minijuegos en cada uno. Mientras, la versión del juego en PC fue titulada "Charlotte's Web: Wilbur and Friends" y contiene nueve minijuegos basados en torno a los personajes de la película, siendo un título diseñado para jóvenes de entre 4 y 7 años.

## Crítica
El juego recibió una crítica decente con una valoración de 6 sobre 10 por parte de Nintendo Power, explicando que el juego fue agradable pero también corto.